# Homenaje a Fito Páez
Homenaje a Fito Páez é um álbum tributo ao roqueiro argentino Fito Páez, lançado em 2006, e que teve a produção de Vladimir Suarez e o selo Sony/BMG. Neste álbum, 21 artistas gravam os grandes hits do músico em versões que variam entre o rock, balada, jazz, trova, e pop.

## Lista de faixas

### Disco 1
1. - A rodar mi vida - Reyli
2. - 11 y 6 - Sophia
3. - Tus regalos deberían llegar - Lena
4. - Dejarlas partir - Semilla
5. - Un vestido y un amor - Edgar Oceransky
6. - Creo - Jannette Chao
7. - Tercer Mundo - Santos diablitos y Wapan
8. - Un loco en la calesita - Miguel Inzunza
9. - Yo vengo a ofrecer mi corazón - Rodrigo Rojas
10. - Alguna vez voy a ser libre - Planeta Chile
11. - Mariposa tecknicolor - 3 de Copas
12. - Ciudad de pobres corazones - Track-Bolivia

### Disco 2
1. - El amor después del amor - Noel Schajris
2. - Parte del aire - Estrella
3. - Cable a tierra - Gustavo Lastra
4. - Cadáver exquisito - Piloto
5. - D.L.G. - Ferra
6. - Dar es dar - Penny
7. - Tumbas de la gloria - Aníbal Murat
8. - Y dale alegría a mi corazón - Rosalía y Freddy
9. - Detrás del muro de los lamentos - Fernando Paredes
10. - Giros - Iraida Noriega
11. - Brillante sobre el mic - Javier Lara
12. - La rueda mágica - Todos con Fito